# Віларсель-сюр-Марлі
Віларсель-сюр-Марлі (фр. Villarsel-sur-Marly) — громада  в Швейцарії в кантоні Фрібур, округ Сарін.

## Географія
Громада розташована на відстані близько 30 км на південний захід від Берна, 5 км на південь від Фрібура.
Віларсель-сюр-Марлі має площу 1,4 км², з яких на 4,3% дозволяється будівництво (житлове та будівництво доріг), 75,9% використовуються в сільськогосподарських цілях, 17% зайнято лісами, 2,8% не є продуктивними (річки, льодовики або гори).

## Демографія
2019 року в громаді мешкало 72 особи (-17,2% порівняно з 2010 роком), іноземців було 22,2%. Густота населення становила 52 осіб/км².
За віковим діапазоном населення розподілялося таким чином: 15,3% — особи молодші 20 років, 75% — особи у віці 20—64 років, 9,7% — особи у віці 65 років та старші. Було 25 помешкань (у середньому 2,8 особи в помешканні).